# Сан-Паулу (микрорегион)

Сан-Паулу на карте.

Сан-Паулу (порт. Microrregião de São Paulo) — микрорегион в Бразилии, входит в штат Сан-Паулу. Составная часть мезорегиона Агломерация Сан-Паулу. 
Население составляет 	13 804 831	 человек (на 2010 год). Площадь — 	2 349,812	 км². Плотность населения — 	5874,87	 чел./км².

## Демография
Согласно сведениям, собранным в ходе переписи 2010 г. Национальным институтом географии и статистики (IBGE), население микрорегиона составляет:						
| Полное население                             | Полное население                             | Полное население                             | Полное население                             | 13 804 831 |
| -------------------------------------------- | -------------------------------------------- | -------------------------------------------- | -------------------------------------------- | ---------- |
| в том числе:                                 | Городское население                          | 13 690 867                                   | Процент городского населения, %              | 99,17      |
|                                              | Сельское население                           | 113 964                                      | Процент сельского населения, %               | 0,83       |
|                                              | Мужское население                            | 6 559 587                                    | Процент мужского населения, %                | 47,52      |
|                                              | Женское население                            | 7 245 244                                    | Процент женского населения, %                | 52,48      |
| Плотность населения, чел/км²                 | Плотность населения, чел/км²                 | Плотность населения, чел/км²                 | Плотность населения, чел/км²                 | 5874,87    |
| Население микрорегиона в % к населению штата | Население микрорегиона в % к населению штата | Население микрорегиона в % к населению штата | Население микрорегиона в % к населению штата | 33,46      |

## Статистика
- Валовой внутренний продукт на 2003 составляет 185 214 387 413,00 реалов (данные: Бразильский институт географии и статистики).
- Валовой внутренний продукт на душу населения на 2003 составляет 13 996,30 реалов (данные: Бразильский институт географии и статистики).
- Индекс развития человеческого потенциала на 2000 составляет 0,837 (данные: Программа развития ООН).

## Состав микрорегиона
В составе микрорегиона включены следующие муниципалитеты:
1. Диадема
2. Мауа
3. Рибейран-Пирис
4. Риу-Гранди-да-Серра
5. Санту-Андре
6. Сан-Бернарду-ду-Кампу
7. Сан-Каэтану-ду-Сул
8. Сан-Паулу